# 贝亚里斯
贝亚里斯，是西班牙加利西亚自治区奥伦塞省的一个市镇。总面积56平方公里，总人口1490人（2001年），人口密度27人/平方公里。